# 台灣福斯汽車
台灣福斯股份有限公司是一家台灣的汽車公司，為德國福斯汽車集團在台灣所成立的銷售子公司，原名為「奧迪福斯汽車股份有限公司」。

## 沿革
- 2014年，奧迪福斯汽車股份有限公司成立。[1]
- 2015年，正式啟用台灣福斯集團訓練中心。
- 2016年，獲《Cheers快樂工作人》雜誌讀者評選為新世代最嚮往企業。
- 2019年，成立「e 動中心」，佈局台灣電動車發展及培養電動車專業人才。[2]
- 2022年，更名為台灣福斯股份有限公司。[3]

## 經營品牌
- Volkswagen
- Audi
- Škoda
- 福斯商旅